# 笠寺村
笠寺村（かさでらむら）は、かつて愛知県愛知郡にあった村。現在の名古屋市南区南部、港区の東部に該当する。
村名は笠寺観音（笠覆寺）に由来する。

## 沿革
- 江戸時代、この地域は尾張藩領、今尾藩領であった。
- 1878年（明治11年） - 笠寺村、加福新田、又兵衛新田、又兵衛新々田が合併し、前浜村となる。
- 1889年（明治22年）10月1日 - 前浜村が改称し、笠寺村が発足。
- 1906年（明治39年）5月10日 - 笠寺村、星崎村、鳴尾村が合併し、笠寺村となる。
- 1921年（大正10年）8月22日 - 名古屋市に編入され、名古屋市南区の一部となる。

## 交通機関
- 愛知電気鉄道：常滑線
  - 大江駅[1]・柴田駅
- 愛知電気鉄道有松線
  - 笠寺駅[2][3]・本星崎駅
- 東海道本線
  - 通過のみ[4]

## 学校
- 笠寺村立笠寺尋常高等小学校（現・名古屋市立笠寺小学校）

## 神社・仏閣
- 笠寺観音（笠覆寺）
- 星宮社